# Environmental Modeling Center
L’Environmental Modeling Center (EMC) est la division de développement des modèles de prévision numérique du temps du National Centers for Environmental Prediction, composante du service météorologique des États-Unis. Ses chercheurs ont pour mission d'améliorer l'assimilation de données et les prévisions de ces modèles, à court et à long terme, pour les besoins du public et des usagers spécialisés comme l'aviation et les transports maritimes. Ils collaborent avec la communauté scientifique universitaire et les autres laboratoires du NOAA pour mieux intégrer de nouvelles méthodes de simulation dans ce domaine.

## Histoire
En juillet 1954, le Joint Numerical Weather Prediction Unit (JNWPU) a été créé pour tester le premier modèle numérique développé pour les ordinateurs qui venaient de faire leur apparition. Les premières sorties opérationnelles de ce modèle datent de 1955. Ce service était colocalisé avec le bureau militaire des analyses (Weather Bureau-Air Force-Navy ou WBAN) de la marine et de l'aviation dans le National Weather Analysis Center à Suitland, Maryland. 
À cause des divergences de mission des composantes, le centre s'est redivisé en 1961. Le JNWPU est officiellement devenu le National Meteorological Center (NMC) du National Weather Service, le Global Weather Central est devenu une unité de l'US Air Force et le Fleet Numerical Weather Central, une unité de l'US Navy. La modélisation et le développement des ordinateurs plus puissants a permis de produire le premier modèle planétaire en juin 1966.
Entre 1974 et 1976, le NMC est déménagé au World Weather Building à Camp Springs, Maryland. Il est devenu NCEP (National Centers for Environmental Prediction) le 1er octobre 1995 et l’Environmental Modeling Center (EMC) est devenu une de ses sections. L'EMC est déménagé à l'édifice du National Center for Weather and Climate Prediction en septembre 2012.

## Opérations
L'EMC est responsable du développement, de la mise en œuvre et du suivi des opérations de plus de vingt modèles de prévision numérique du temps utilisés par NCEP. Ces modèles comprennent le Rapid Refresh (RAP) (modèle à très courte portée temporelle), le Global Forecast System (GFS) (modèle jusqu'à 14 jours), le WaveWatch III (modèle de vague), le NCEP Climate Forecast System (CFS) (modèle climatique), le RTOFS, le modèle North American Mesoscale (NAM) (modèle jusqu'à 7 jours), le Hurricane Weather Research and Forecasting model (HWRF) (prévision des ouragans), le Geophysical Fluid Dynamics Laboratory (GFDL), ainsi que les modèles d'ensembles comme le Global Ensemble Forecast System (GEFS) et le Short Range Ensemble Forecast (SREF).

## Sections
- Modélisation planétaire (Global Climate & Weather Modeling)
- Modélisation à méso-échelle (Mesoscale Modeling)
- Modélisation maritime (Marine Modeling and Analysis Branch)

### Source
- (en) Cet article est partiellement ou en totalité issu de l’article de Wikipédia en anglais intitulé « Environmental Modeling Center » (voir la liste des auteurs).